# Feiertage in Rumänien
In Rumänien bestehen die im Folgenden aufgeführten Feiertage:

## Gesetzliche Feiertage
Die gesetzlichen Feiertage werden durch das Arbeitsgesetzbuch festgeschrieben und sind arbeitsfrei.
| Feiertag (Deutsch)                                         | Feiertag (Rumänisch)                      | Datum                     | Bemerkungen                                                        |
| ---------------------------------------------------------- | ----------------------------------------- | ------------------------- | ------------------------------------------------------------------ |
| Neujahr                                                    | Anul nou                                  | 1. und 2. Januar          |                                                                    |
| Taufe des Herrn – Epiphanie                                | Botezul Domnului - Boboteaza              | 6. Januar                 | Neu seit 2025                                                      |
| Die Kathedrale des Heiligen Propheten Johannes des Täufers | Soborul Sfântului Proroc Ioan Botezătorul | 7. Januar                 | Neu seit 2025                                                      |
| Tag der Vereinigung                                        | Ziua Unirii Principatelor Române          | 24. Januar                | Vereinigung der rumänischen Fürstentümer 1859                      |
| Karfreitag                                                 | Vinerea Mare                              | Karfreitag                | Datum der Ostkirche                                                |
| Ostern                                                     | Paștele                                   | wechselnd                 | Ostersonntag und Ostermontag, Daten der Ostkirche                  |
| Tag der Arbeit                                             | Ziua muncii                               | 1. Mai                    |                                                                    |
| Kindertag                                                  | Ziua Copilului                            | 1. Juni                   |                                                                    |
| Pfingsten                                                  | Rusaliile                                 | Ostersonntag + 49/50 Tage | Pfingstsonntag und Pfingstmontag, Daten der Ostkirche              |
| Mariä Himmelfahrt                                          | Adormirea Maicii Domnului                 | 15. August                |                                                                    |
| Tag des heiligen Andreas                                   | Sfântul Andrei                            | 30. November              | Der Heilige Andreas ist der Nationalheilige von Rumänien           |
| rumänischer Nationalfeiertag                               | Ziua Marii Uniri (Ziua Națională)         | 1. Dezember               | 1918 – Erklärung der Vereinigung von Siebenbürgen und dem Altreich |
| Weihnachten                                                | Crăciunul                                 | 25. und 26. Dezember      |                                                                    |

## Andere Festtage
| Feiertag (Deutsch)             | Feiertag (Rumänisch)              | Datum       | Bemerkungen                                                                                       |
| ------------------------------ | --------------------------------- | ----------- | ------------------------------------------------------------------------------------------------- |
| Weltfrauentag                  | Ziua Femeii                       | 8. März     |                                                                                                   |
| Himmelfahrt                    | Ziua Eroilor (Înălțarea Domnului) | wechselnd   | 40. Tag nach dem orthodoxen Osterfest                                                             |
| Tag der Nationalfahne          | Ziua drapelului national          | 26. Juni    | Annahme der Trikolore Blau-Gelb-Rot als Nationalfahne während der Rumänischen Revolution von 1848 |
| Tag der Nationalhymne          | Ziua Imnului național             | 29. Juli    | 1848 – Uraufführung der rumänischen Nationalhymne (Deșteaptă-te, române!) in Râmnicu Vâlcea       |
| Tag der Rumänischen Verfassung | Ziua Constituției României        | 8. Dezember | 1991 – Annahme der rumänischen Verfassung per Referendum                                          |